# Tomb Raider III
Tomb Raider III (cunoscut și ca Tomb Raider III: Adventures of Lara Croft, în traducere Jefuitoare de Morminte III: Aventurile Larei Croft) este al treilea joc din seria Tomb Raider, creat de către firma Core Design și publicat de Eidos Interactive.
De data aceasta, Lara călătorește în India, Nevada, Londra și Antarctica în căutarea unor artefacte, legate de un meteorit ce se zvonește a avea puteri mistice.

## Subiect
Cu milioane de ani în urma, un meteorit a pătruns atmosfera Pământului, ajungând undeva în Antarctica. Primii oameni care au descoperit acest meteorit au fost un trib de polinezieni. Contrar climatului arid de acum al Antarcticii, pe vremea aceea a exista un aflux anormal de populație în zona respectivă. Tribul s-a stabilit în jurul craterului acestui meteorit, venerându-l pentru puterile pe care le deține. Generații mai târziu, evenimentele catastrofale i-au determinat să plece.
În momentul prezent al jocului, zona a fost excavată de firma de cercetări, RX Tech, care descoperă numeroase inscripții. În această zonă au găsit de asemenea și corpul înghețat al unui marinar de pe vremea expediției lui Charles Darwin în Beagle. Se pare ca puțini dintre oamenii acestuia au mai ajuns să exploreze interiorul craterului.
Urmărind povestea din jurnalul marinarului, firma RX Tech devine și mai interesata de aceasta cercetare, astfel că firma cercetează și alte locuri unde au murit marinari în mod misterios. Unul din aceste locuri este India - unde Lara este acum în căutarea artefactului legendar "Infada". Nefiind la curent cu povestea adevărată a artefactului, Lara cunoaște doar ca este venerat de triburi de ani de zile și ca deține puteri supranaturale.
După ce se întâlnește cu doctorul Willard, Lara este angajată de acesta pentru a găsi trei artefacte ce se zvonește că au provenit din meteoritul din Antarctica. În insulele Pacificului, eroina găsește piatra "Ora Dagger", în Nevada descoperă "Elementul 115", iar în Anglia, Lara o confruntă pe Sophia Leigh pentru a pune mâna pe "Ochiul lui Isis" (The Eye of Isis).
Lara călătorește în Antarctica pentru a se întâlni cu doctorul Willard, însă acesta o trădează și îi fură artefactele. Eroina îl urmărește până în zona meteoritului, unde se confruntă cu el, care a luat o formă mutantă din cauza utilizării pietrelor și a puterii meteoritului. Eroina reușește să îl înfrângă în cele din urmă și fuge din Antactica cu ajutorul unui elicopter.
Lara va vizita:
- India. Aceasta parte a jocului ne trimite în mijlocul junglei, iar mai târziu în ruinele unui templu. Va trebui sa vizitam peșterile Kaliya iar pe malurile râului Gange, să conducem un ATV.
- Insulele Pacificului de Sud. Într-un peisaj superb Lara se confruntă cu luptătorii unor triburi, găsește un avion prăbușit, conduce un caiac și intra în templul lui Puna.
- Nevada unde Lara se strecoară în baza secretă sau Area 51. Aici va trebui să conducem din nou un ATV.
- Londra. Lara va trebui să sară de pe un acoperiș pe altul, să viziteze renumitul metrou londonez Aldwich, iar mai târziu muzeul englez de istorie.
- Antarctica prin minele orașului pierdut Tinnos și mai târziu la caverna meteoritului unde se sfârșește povestea.
- De asemenea, așa cum ne-am obișnuit deja, Lara va explora propria ei casa din Anglia, unde se antrenează cu un ATV.

### Personaje
- Dr. Willard - Personajul negativ al jocului. Când o întâlnește pe Lara în India, Willard o angajează pentru a găsi artefactele.

- Tony - Un alt personaj negativ, ce găsește piatră Infada înaintea Larei. El încearcă să o ucidă pe eroină folosind puterile artefactului, dar Lara scapă cu viață. Ea pornește pe urmele lui pentru a recupera artefactul.

- Sophia Leigh - Lara o întâlnește prima dată în Londra. Sophia este în posesia artefactului numit "Eye of Isis" și îl folosește pentru experimentele ei.

1. ↑  Humble Store
2. 1 2  redump.org
3. ↑  Steam, accesat în 31 martie 2022